# Torpille Type 53

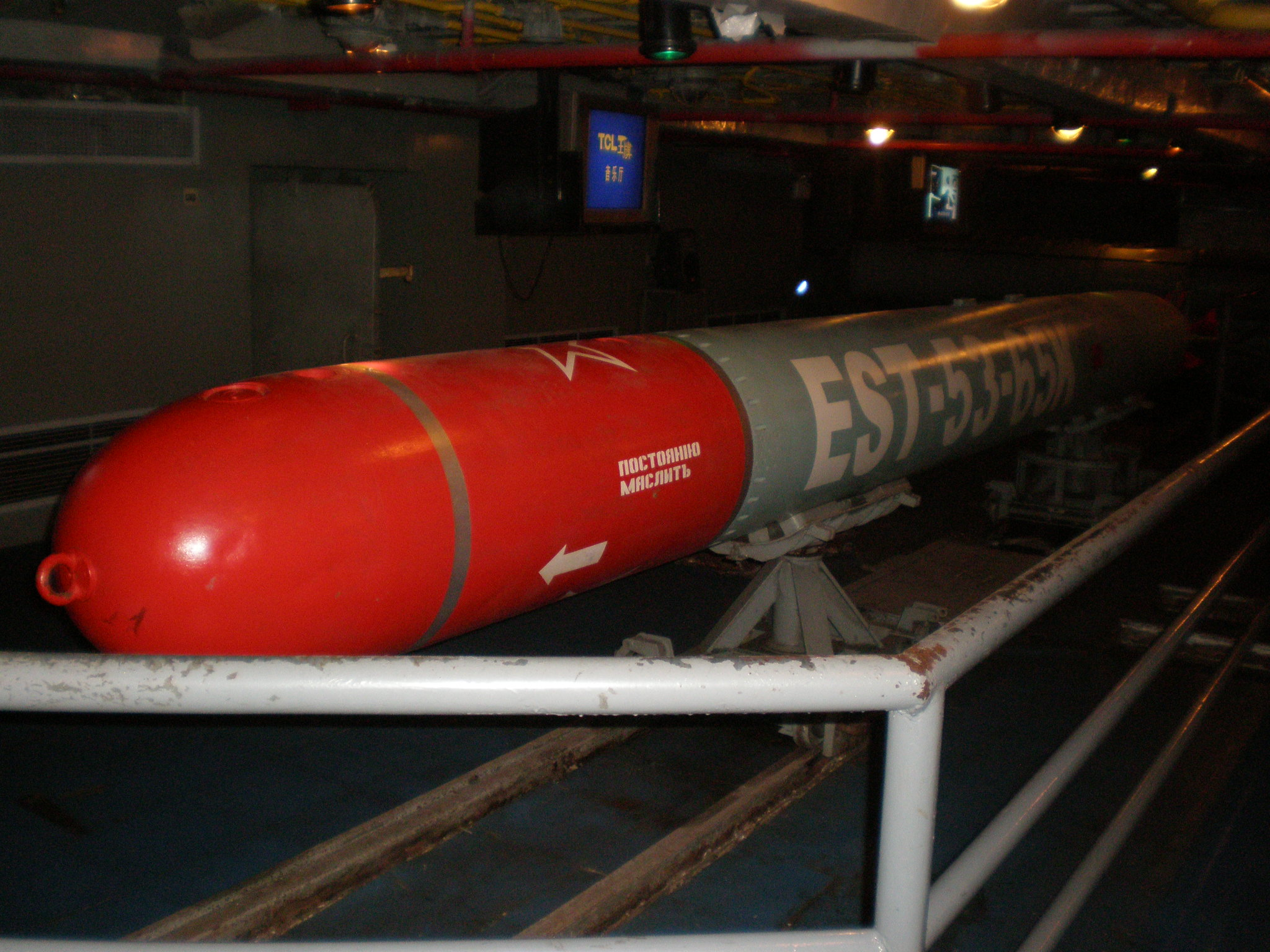
Une torpille 53-65K exposée dans les zones de stockage de torpilles de l'ancien porte-avions soviétique Minsk.

La torpille Type 53 est le nom commun d'une famille de torpilles de 53 cm (21 pouces) fabriquées en Russie.  Le premier modèle est la torpille 53-27 et la plus récente est l'UGST moderne (Fizik-1), cependant remplacée au fur et à mesure par la torpille Futlyar (en).
À l'exception de l'UGST qui utilise des monergols de type Mark 48, les torpilles soviétiques de 53 cm utilisent généralement de l'énergie électrique (depuis le milieu de la Seconde Guerre mondiale), ou du kérosène mélangé à divers oxydants pour la propulsion. Les torpilles russes sont souvent nommées de manière descriptive pour leurs caractéristiques – les exemples incluent « torpille acoustique » ou « torpille électrique », le tout avec des acronymes russes.

## Variantes

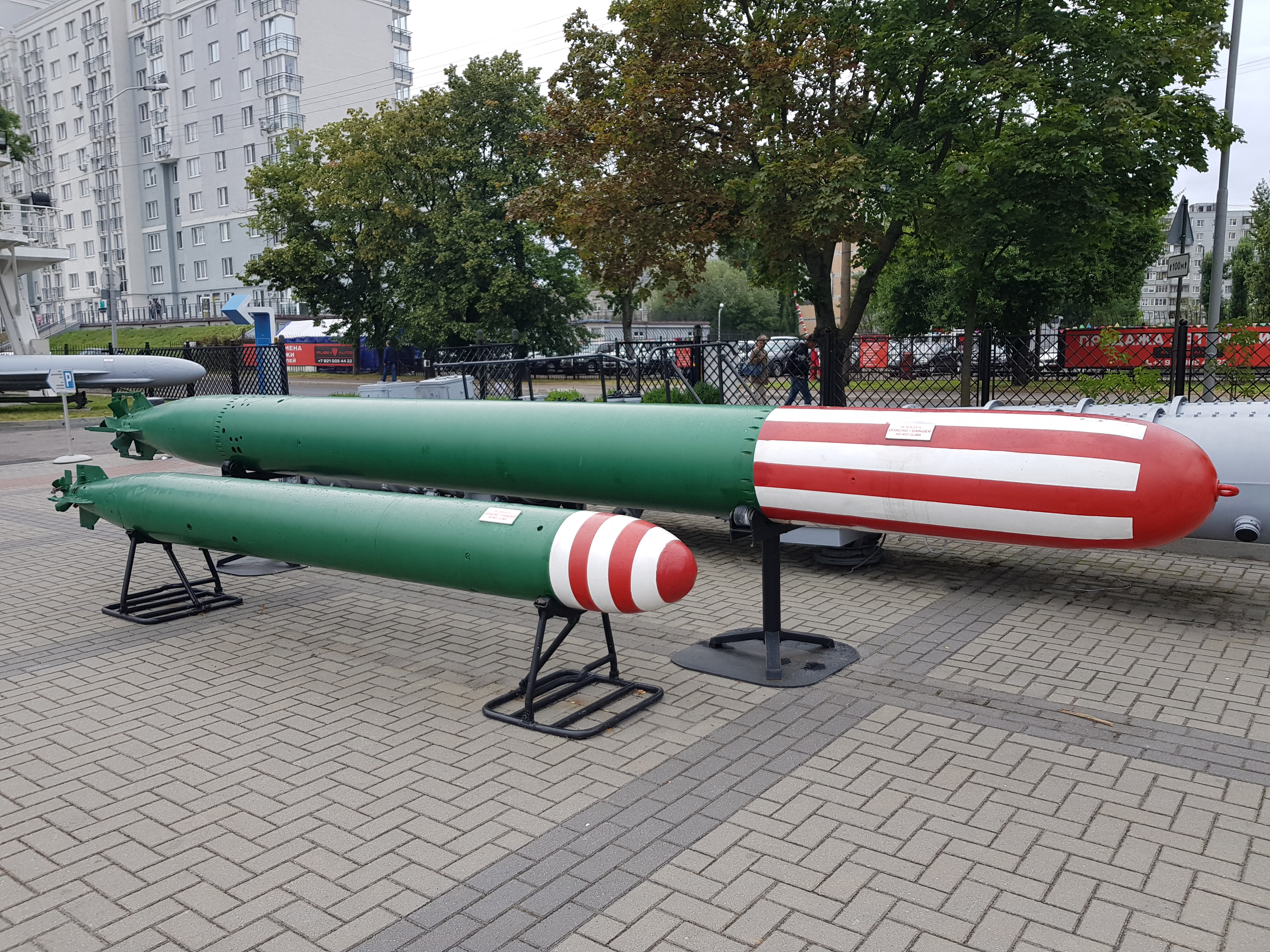
Torpilles soviétiques des types SET-40 (avant) et SET-65, telles que fabriquées en 1965. Le SET-40 transporte 80 kg d'explosifs et a une longueur de 4,50 mètres avec un diamètre de 400 mm. Elles peuvent filer jusqu'à 7,5 km à une vitesse de 29 nœuds. Le type SET-65 contient 205 kg d'explosifs, a une longueur de 7,90 mètres et un diamètre de 533 mm et peut parcourir jusqu'à 15 km à une vitesse de 40 nœuds.

- 53-27L (première variante produite)
- 53-38/53-38U/53-59/53-56V et -56VA (torpille soviétique standard à sillage droit de la Seconde Guerre mondiale)
- 53-51 (première torpille soviétique avec capacité d'autoguidage libre)
- 53-57 / 53-58 / 53-61 (famille de développement de torpilles primaires dans l'après-guerre)
- 53-65/53-65K et -65KE/TT-3 (première torpille soviétique à tête chercheuse produite en série, améliorations du moteur incluses)
- SAET-50 (première torpille à tête chercheuse antinavire soviétique)
- SET-53/SAET-53 (première torpille à tête chercheuse anti-sous-marine soviétique)
- SAET-60 / SAET-60M (torpille antinavire à tête chercheuse, amélioration par rapport au développement SET-53)
- SET-65 Enot / SET-65M Enot 2 (première torpille à tête chercheuse anti-sous-marine soviétique efficace, à sillage actif/passif)
- TEST-71 (torpille filoguidée standard soviétique/russe, à sillage actif/passif)
- UGST (une torpille thermique « universelle », avec propulseur à jet de pompe, à sillage actif/passif)
- USET-80 (torpille actuelle de sous-marins et de navires de surface russes, à sillage actif/passif/acoustique)[1]

## Spécifications du modèle 53-65
- Fonction principale : torpille de guerre anti-surface (ASUW)
- Propulsion :
  - 53-65 et 53-65M : Turbine kérosène-peroxyde d'hydrogène
  - 53-65K : Turbine kérosène-oxygène
- Longueur : 7,2 m
- Masse : 2 070 – 2 070 kg
- Diamètre : 533 mm
- Gamme :
  - 53-65 : 18 000 m
  - 53-65K : 19 000 m
  - 53-65M : 22 000 m
- Vitesse :
  - 53-65 et 53-65K : 45 nœuds (83,34 km/h)
  - 53-65M : 44 nœuds (81,488 km/h)
- Système de guidage : acoustique
- Ogive : 307,6 kg d'explosif puissant
- Opérationnel depuis :
  - 53-65 : 1965
  - 53-65K et 53-65M : 1969